# Medinilla aurantiiflora
Medinilla aurantiiflora är en tvåhjärtbladig växtart som beskrevs av Adolph Daniel Edward Elmer. Medinilla aurantiiflora ingår i släktet Medinilla och familjen Melastomataceae. Inga underarter finns listade i Catalogue of Life.